# Museo Casona de la Estación
El Museo Casona de la Estación es un recinto museográfico de la ciudad de Heroica Zitácuaro. El museo alberga los escudos de las 13 tenencias del municipio, fotografías y documentos históricos. También documentos sobre la Suprema Junta Nacional Americana. Realiza actividades culturales, conferencias y visitas guiadas.

## Historia
La estación fue edificada sobre la línea Maravatío-Zitácuaro del Ferrocarril de Michoacán y Pacífico, el cual en 1918 estaba arrendado al Ferrocarril Nacional de México. La línea fue construida por la concesión número 94 del 16 de agosto de 1886, otorgada por la Secretaría de Comunicaciones y Obras Públicas al señor Sebastían Camacho, el cual traspaso sus derecho a la Compañía Limitada de Ferrocarriles y Minas en Michoacán.